# Extracción fenol–cloroformo
La extracción fenol-cloroformo es una técnica de extracción líquido-líquido utilizada en biología molecular para separar los ácidos nucleicos de las proteínas y los lípidos.

## Proceso
Las muestras acuosas, las células lisadas o los tejidos homogeneizados se mezclan con volúmenes iguales de una mezcla de fenol y cloroformo. A continuación, esta mezcla se centrifuga. Como la mezcla de fenol y cloroformo es inmiscible con el agua, la centrifugación hará que se formen dos fases distintas: una fase acuosa superior y una fase orgánica inferior. La fase acuosa sube a la parte superior porque es menos densa que la fase orgánica que contiene el fenol y cloroformo. Esta diferencia de densidad es la razón por la que el fenol, que sólo tiene una densidad ligeramente superior a la del agua, debe mezclarse con el cloroformo para formar una mezcla con una densidad mucho mayor que la del agua.
Los lípidos hidrofóbicos se repartirán en la fase orgánica inferior y las proteínas permanecerán en la interfase entre las dos fases, mientras que los ácidos nucleicos (así como otros contaminantes como sales, azúcares, etc.) permanecerán en la fase acuosa superior. La fase acuosa superior se puede retirar con una pipeta. Hay que tener cuidado para evitar pipetear cualquier parte de la fase orgánica o material en la interfase. Este procedimiento suele realizarse varias veces para aumentar la pureza del ADN. Con este procedimiento se obtiene un ADN de doble cadena de gran tamaño que puede utilizarse en la PCR o el RFLP.
Si la mezcla es ácida, el ADN precipitará en la fase orgánica mientras que el ARN permanecerá en la fase acuosa. Esto se debe a que el ADN se neutraliza más fácilmente que el ARN.
Esta técnica tiene algunas desventajas en el uso forense. Lleva mucho tiempo y utiliza reactivos peligrosos. Además, al tratarse de un proceso de dos pasos que implica la transferencia de reactivos entre tubos, tiene un mayor riesgo de contaminación.